# Tonga ai Giochi della XXVI Olimpiade
Tonga ha partecipato alle olimpiadi estive 1996 a Atlanta, Stati Uniti.

## Medaglie

### Medaglie d'argento
| Medaglia | Nome           | Sport    | Evento            |
| -------- | -------------- | -------- | ----------------- |
| Argento  | Paea Wolfgramm | Pugilato | Pesi supermassimi |

## Atletica leggera

### Femminile
Eventi concorsi
| Atleta   | Evento         | Qualificazioni | Qualificazioni | Finale     | Finale     |
| Atleta   | Evento         | Distanza       | Posizione      | Distanza   | Posizione  |
| -------- | -------------- | -------------- | -------------- | ---------- | ---------- |
| Ana Liku | Salto in lungo | 6.06m          | 14°            | non avanzò | non avanzò |

## Pugilato
| Atleta         | Evento                    | 16-esimi             | Ottavi               | Quarti               | Semifinali           | Finale               |
| Atleta         | Evento                    | Avversario Risultato | Avversario Risultato | Avversario Risultato | Avversario Risultato | Avversario Risultato |
| -------------- | ------------------------- | -------------------- | -------------------- | -------------------- | -------------------- | -------------------- |
| Shane Heaps    | Pesi welter -69 kg        | Kassenov P 2-11      | Non avanzò           | Non avanzò           | Non avanzò           | Non avanzò           |
| Paea Wolfgramm | Pesi super massimi +91 kg |                      | Diahhovitch V 10-9   | Rubalcaba V 17-12    | Dokiwari V 7-6       | Klitschko P 3-7      |